# Wikipedia Zero

Логотип Wikipedia Zero

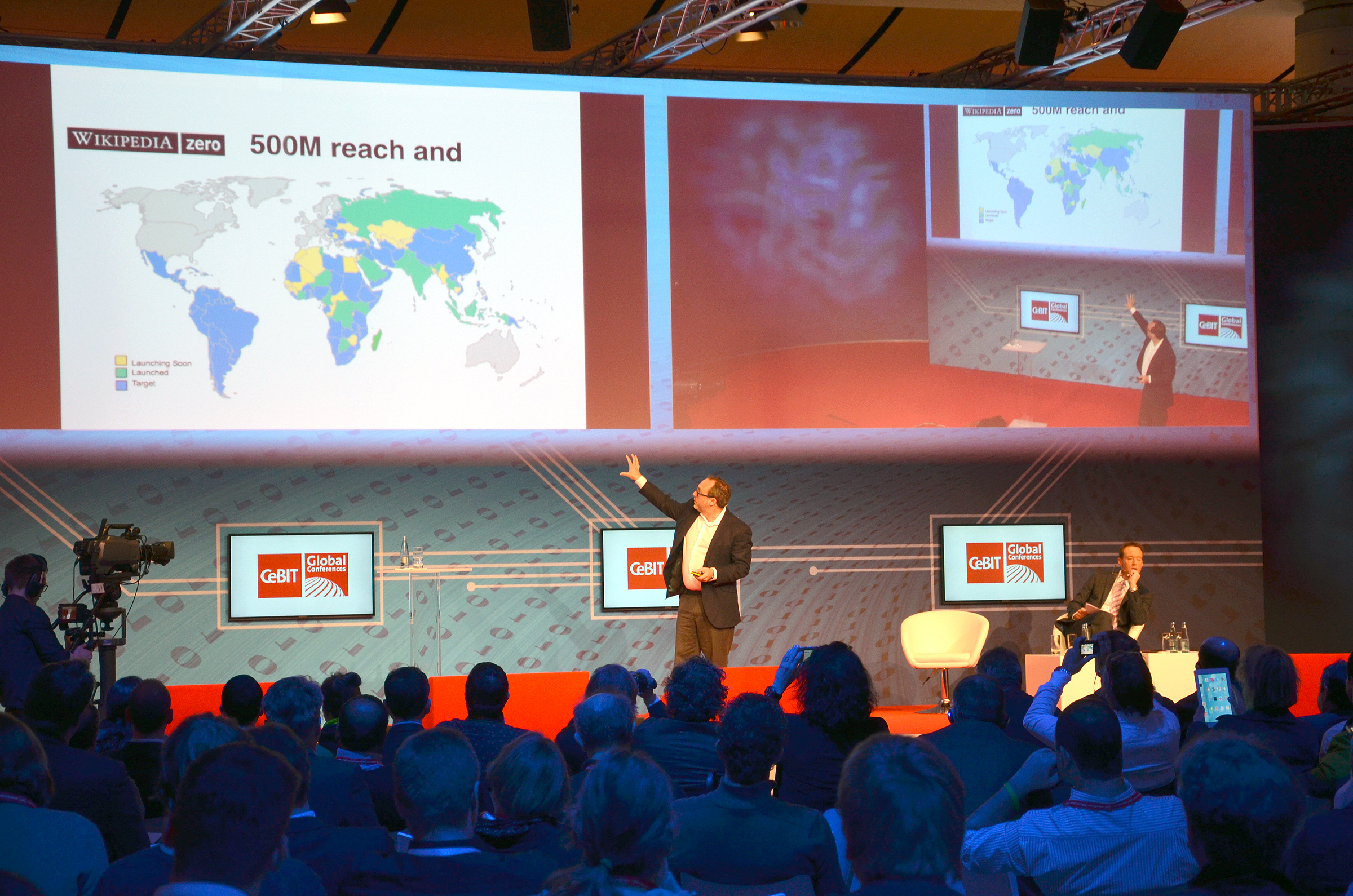
Jimmy Wales 2014, CeBIT Global Conferences

Wikipedia Zero — проєкт фонду Вікімедіа, метою якого є забезпечення безкоштовного доступу до Вікіпедії з мобільних інтернет-пристроїв. 
Головною метою проєкту є подолання бар'єру між безкоштовними знаннями з одного боку і вартістю доступу до цих знань з іншого. Реалізується проєкт у вигляді співробітництва між фондом Вікімедіа та різними операторами стільникового зв'язку, які в обмін на право використання в своїх рекламних акціях торгової марки Вікіпедія забезпечують своїм абонентам безкоштовний доступ до мобільної версії Вікіпедії. 2013 року проєкт отримав нагороду в номінації «Активізм» в рамках фестивалю «South by Southwest» (Остін, США).
Підготовку до запуску проєкту розпочато 2012 року. Проєкт був запущений у квітні 2012 року в Уганді у співпраці з оператором стільникового зв'язку Orange, у жовтні 2012 року проєкт стартував у Таїланді та Саудівській Аравії у співпраці з операторами зв'язку DTAC і Saudi Telecom відповідно. В 2013 проєкт був запущений в Пакистані з оператором Mobilink, в Шрі-Ланці з оператором Dialog, в Індії з оператором Aircel, в Йорданії з Umniah, в Російської Федерації з оператором Білайн.

## В Україні
Для android та iOS є програма-оболонка Kiwix.
У жовтні 2014 проєкт реалізовано в Україні з оператором Київстар.